# Benjámin Cseke
Benjámin Cseke (sinh 22 tháng 7 năm 1994) là một cầu thủ bóng đá Hungary hiện tại thi đấu cho Újpest FC.

## Thống kê câu lạc bộ
| Câu lạc bộ          | Mùa giải | Giải vô địch | Giải vô địch | Cúp     | Cúp       | Cúp Liên đoàn | Cúp Liên đoàn | Châu Âu | Châu Âu   | Tổng    | Tổng      |
| Câu lạc bộ          | Mùa giải | Số trận      | Bàn thắng    | Số trận | Bàn thắng | Số trận       | Bàn thắng     | Số trận | Bàn thắng | Số trận | Bàn thắng |
| ------------------- | -------- | ------------ | ------------ | ------- | --------- | ------------- | ------------- | ------- | --------- | ------- | --------- |
| Vasas               |          |              |              |         |           |               |               |         |           |         |           |
| 2012–13             | 14       | 4            | 4            | 0       | 0         | 0             | 0             | 0       | 18        | 4       |           |
| 2013–14             | 29       | 4            | 1            | 0       | 5         | 0             | 0             | 0       | 35        | 4       |           |
| Tổng                | 43       | 8            | 5            | 0       | 5         | 0             | 0             | 0       | 53        | 8       |           |
| MTK                 |          |              |              |         |           |               |               |         |           |         |           |
| 2014–15             | 2        | 0            | 2            | 2       | 4         | 0             | 0             | 0       | 8         | 2       |           |
| Tổng                | 2        | 0            | 2            | 2       | 4         | 0             | 0             | 0       | 8         | 2       |           |
| Tổng cộng sự nghiệp |          | 45           | 8            | 7       | 2         | 9             | 0             | 0       | 0         | 61      | 10        |

Cập nhật theo các trận đấu đã diễn ra tính đến ngày 18 tháng 11 năm 2014.